# 圣伊莱尔拉克鲁瓦
圣伊莱尔拉克鲁瓦（法語：Saint-Hilaire-la-Croix，法語發音：[sɛ̃.t‿ilɛʁ la kʁwa]）是法国多姆山省的一个市镇，位于该省北部偏西，属于里永区。

## 地理
圣伊莱尔拉克鲁瓦（46°2'48"N, 3°2'44"E）面积16.21 平方千米，位于法国奥弗涅-罗讷-阿尔卑斯大区多姆山省，该省份为法国中南部省份，北起阿列省接壤，东临卢瓦尔省，南至上盧瓦爾省和康塔爾省，西接科雷兹省和克勒兹省。
与圣伊莱尔拉克鲁瓦接壤的市镇（或旧市镇、城区）包括：布洛莱格利斯、尚村、旧沙博尼耶尔、若兹朗、马尔西亚、蒙塞勒、圣帕尔杜。

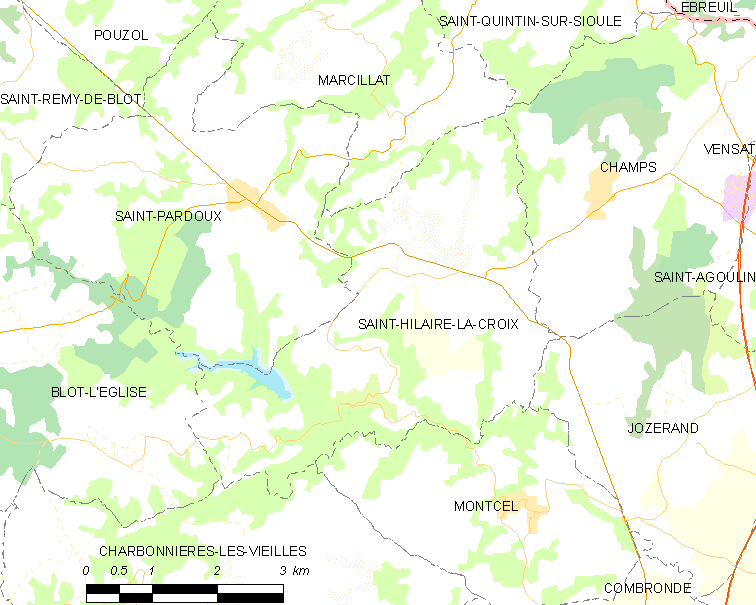
圣伊莱尔拉克鲁瓦的OSM定位图

圣伊莱尔拉克鲁瓦的时区为UTC+01:00、UTC+02:00（夏令时）。

## 行政
圣伊莱尔拉克鲁瓦的邮政编码为63440，INSEE市镇编码为63358。

## 政治
圣伊莱尔拉克鲁瓦所属的省级选区为圣乔治德蒙斯县。

## 人口

1962-2008年间圣伊莱尔拉克鲁瓦人口变化图示

圣伊莱尔拉克鲁瓦于2022年1月1日时的人口数量为372人。